# Bahrain Championship
Bahrain Championship – snookerowy turniej rankingowy.
Turniej ten inaugurował sezon 2008/2009 i miało tak być przez kilka kolejnych lat, jednakże od następnego sezonu tego turnieju nie było już w kalendarzu snookerowym. W turnieju startowało 32 zawodników w tym 16 najlepszych z main-touru oraz druga 16 wyłoniona w fazie kwalifikacyjnej. Miejscem rozgrywania turnieju jest Bahrain International Exhibition Centre w stolicy Bahrajnu Manamie.

## Zwycięzcy
| Rok  | Zwycięzca      | Przeciwnik      | Wynik | Sezon   | Przypisy |
| ---- | -------------- | --------------- | ----- | ------- | -------- |
| 2008 | Neil Robertson | Matthew Stevens | 9−7   | 2008/09 | [ 1 ]    |